# Міжнародний комітет Аушвіцу
Міжнародний комітет Аушвіцу (англ. International Auschwitz Committee; нім. Internationales Auschwitz Komitee; фр. Comité international d‘Auschwitz; пол. Międzynarodowy Komitet Oświęcimski; також відомий скорочено як IAC) — асоціація, що об'єднує вцілілих в'язнів нацистського концтабору Аушвіц-Біркенау. Головною місією комітету є засвідчення злочинів німецьких нацистів.

## Історія
Міжнародний комітет був створений через сім років після Другої Світової війни, у 1952 році, людьми, котрі пережили ув'язнення в таборі смерті Аушвіц-Біркенау. Багато свідків, які дали свідчення, пізніше взяли участь у «Франкфуртському процесі» над винними у смертях в Аушвіці.

### Цілі
Комітет ставить собі такі цілі:
- Засвідчення злочинів нацистів у цьому таборі;
- Боротися за компенсації колишнім в'язням та їхнім родинам;
- Співпраця з Державним музеєм Аушвіц-Біркенау в Кракові;
- Зберігання табору як меморіалу;
- Боротьба з расизмом та антисемітизмом.

## Голови
- Маріан Турський (нар. 1926) — чинний голова[3]
- Крістоф Гойбнер (нар. 1949) — чинний виконавчий віцепрезидент
- Курт Ґолдштейн (1914–2007) — колишній та почесний голова
- Тадеуш Голуй (1916–1985) — колишній генеральний секретар
- Роман Кент (1929–2021) — колишній президент[4]
- Фелікс Колмер (1922–2022) — колишній виконавчий віцепрезидент[5]